# Viggo Mortensen
Viggo Mortensen (* 20. října 1958 New York) je americký herec, který proslul rolí Aragorna ve filmové trilogii Pán prstenů.

## Životopis

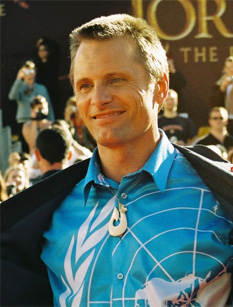
Na premiéře filmu Pán prstenů: Návrat krále v roce 2003

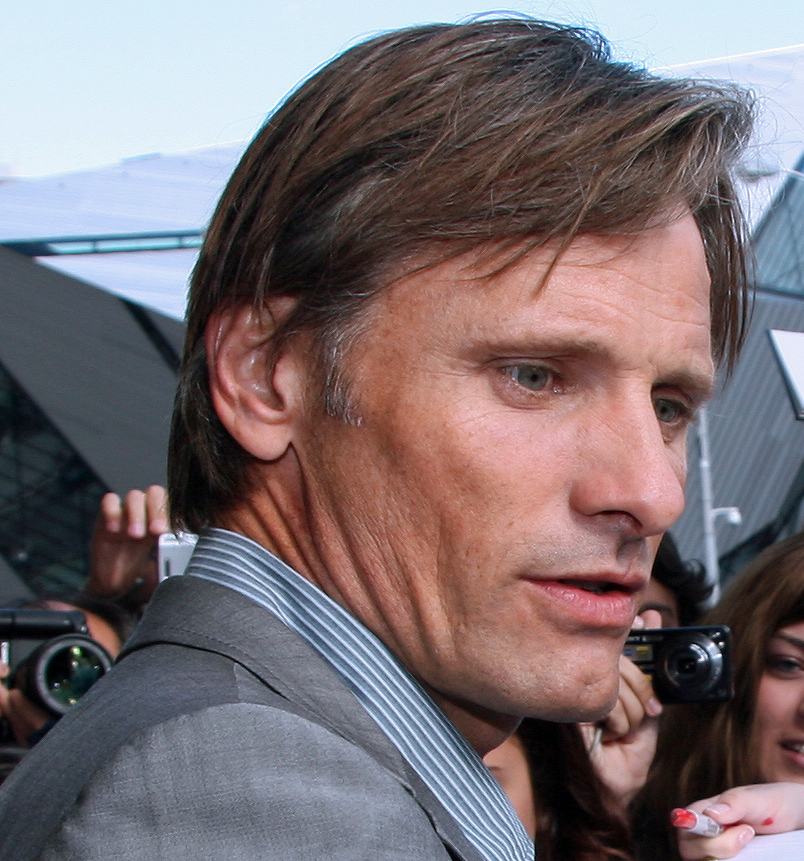
V roce 2008 na Filmovém festivalu v Torontu

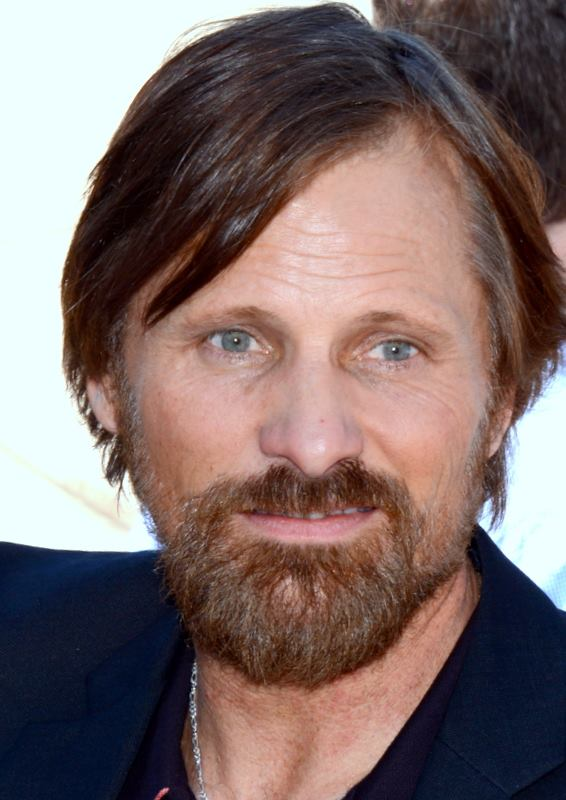
Na filmovém festivalu v Cannes v roce 2014

### Začátky
Severské jméno i příjmení zdědil herec po otci, dánském ekonomovi usazeném v New Yorku. Tam se Viggo 20. října 1958 narodil (jako nejstarší syn, má mladší bratry Waltra a Charlese) a studoval základní školu, ovšem dlouho se tam neohřál. Rodina cestovala s otcem za prací do Venezuely a Argentiny. V roce 1969 se jeho rodiče rozvedli, načež Viggova matka vzala své tři chlapce zpět do Watertownu (New York). Viggo si ale Jižní Ameriku zamiloval a stal se fanouškem argentinského fotbalového týmu San Lorenzo. Byl dobrým studentem na Watertownské střední škole, kde hrál za tenisový tým a byl kapitánem plaveckého týmu. Během studia na střední škole nejraději fotografoval, ale strávil také mnoho hodin malováním. Po promoci v roce 1976 odjel do St. Lawrence, kde na univerzitě studoval státní správu a španělštinu. Tomuto povolání se ale nevěnoval a přestěhoval se do Dánska za otcem. Začal psát poezii a beletrii a živil se příležitostnými pracemi, pracoval v docích, jako řidič kamionu i jako prodavač květin. Výsledkem obou těchto pobytů byla velmi dobrá znalost španělštiny a dánštiny a neocenitelné životní zkušenosti, které Viggo nadále rozšiřoval i po návratu do New Yorku. Pracoval totiž jako číšník a barman, prodával zmrzlinu a stěhoval nábytek, neboť si potřeboval vydělat na koníčky, které ho pohltily už v dětství: malování, fotografování, psaní poezie a jazz.

### Viggo da Vinci
Herectví bylo dlouho na vedlejší koleji. Viggo se sice občas dostal k nějakému štěku, přičemž z několika filmů jeho mikroroličku vystřihli, ale on se tím nijak netrápil. Sám řekl: „Věděl jsem, že se hereckou práci teprve učím. Bral jsem ji jako příjemné zpestření a nic jsem od ní nečekal“. V roce 1993 vydal první knihu Ten Last Night, která dobře reprezentovala jeho všestranný talent. Jednalo se o sbírku poezie doplněnou vlastními ilustracemi a fotografiemi. Dosud vyšly čtyři další, stejně namíchané svazky (viz percevalpress.com) a také tři cédéčka s jazzovou hudbou, což jednoznačně ukazuje, jak intenzivně se Viggo umělecké tvorbě věnuje. Rok co rok přidává po knize či CD. Na otázku, kde na to všechno nachází čas, lakonicky odpověděl: „Nemám televizi“.

### Welcome to Hollywood?
„Viggo není herec, který maluje a píše, Viggo je umělec, který hraje“, řekl režisér Philip Ridley a dlouho to vypadalo, že to tak zůstane. Herectví jako koníček pro zpestření. Přestože jeho první filmová role byla malá, podařilo se mu ji získat ve velmi úspěšném kriminálním dramatu s Harrisonem Fordem, Svědek (původním názvem Witness, z roku 1985). Dalšími vedlejšími rolemi se prodíral po několik následujících let. Viggo pokračoval dál v hereckém řemesle, chvilku hostoval i v televizi, například v televizním seriálu Miami Vice. V roce 1987 se setkal s Christine „Exene“ Cervenkou, hlavní zpěvačkou punkové skupiny X. Brzy po svatbě se jim narodil syn, Henry Blake Mortensen (* 28. ledna 1988). Pár se přesunul na několik let do Idaha. V roce 1997 se ale rozvedli a přestěhovali se zpět do Los Angeles, kde se společně starali o Henryho.
Významnou roli získal v dramatu a režijním debutu Seana Penna Indiánský posel (původním názvem The Indian Runner, z roku 1991), kde hrál vietnamského veterána po boku Davida Morseho. O dva roky později hrál s hereckou legendou Al Pacinem v kriminálním dramatu Carlitova cesta (Carlito's Way). S dalšími hereckými osobnostmi Genem Hackmanem a Denzelem Washingtonem hrál v thrilleru Krvavý příliv (Crimson Tide, z roku 1995). Stejný rok si ještě zahrál Lucifera ve filmu Boží armáda (The Prophecy).
Výraznější průlom ve Viggově herecké kariéře znamenalo drama Portrét dámy (původním názvem The Portrait of a Lady, z roku 1996) s Nicole Kidman a Johnem Malkovichem, kde se Viggo objevil ve vedlejší roli nápadníka Nicole Kidman. S další hollywoodskou celebritou Demi Moore hrál v roce 1997 v akčním vojenském filmu G. I. Jane. Jen o rok později získal významnou roli v thrilleru Dokonalá vražda (A Perfect Murder) spolu s Michaelem Douglasem a Gwyneth Paltrow. Ve filmu ztvárnil milence Gwyneth, který je vydíraný jejím manželem Douglasem, aby ji zabil. V roce 1999 získal hlavní mužskou roli v romantickém filmu Procházka po měsíci (A Walk on the Moon). O rok později se objevil se Sandrou Bullock ve filmu 28 dní (28 Days). Název filmu je podle osmadvacetidenní odvykací kúry v léčebně pro pacienty závislé na alkoholu a drogách, kde se Gwen (Sandra Bullock) snaží odvyknout pití alkoholu.
Největší průlom v jeho kariéře nastal, když získal roli Aragorna místo herce Stuarta Townsenda (jenž byl z natáčení odvolán) v trilogii Petera Jacksona Pán prstenů na motivy knih J.R.R. Tolkiena. Celá trilogie se natáčela na Novém Zélandu osm let (Viggo se k natáčení připojil o 4 měsíce později). První díl Pán prstenů: Společenstvo Prstenu (The Lord of the Rings: The Fellowship of the Ring) byl uveden do kin v roce 2001. Film se ihned stal absolutní jedničkou, která trhala rekordy nejen v návštěvnosti, ale i tržbách. Spolu s Elijahem Woodem (Frodo Pytlík), Ianem McKellenem (Gandalf), Liv Tylerovou (Arwen Undómiel) a Orlandem Bloomem (Legolas) se stali středem zájmu všech světových médií. Druhý díl Pán prstenů: Dvě věže (The Lord of the Rings: The Two Towers) byl uveden do kina o rok později a kopíroval úspěchy prvního dílu. Třetí pokračování Pán prstenů: Návrat krále (The Lord of the Rings: The Return of the King) o rok později zabodovalo taktéž a opět získalo první místa v žebříčcích návštěvnosti i tržeb. Film získal 11 Oscarů a miliony fanoušků po celém světě. Celá trilogie je stále velice oblíbená a stala se již legendární.
Na podzim 2005 byl uveden do amerických kin film Historie násilí (History of Violence), kde Viggo ztvárnil hlavní roli a získal hlavní cenu na filmovém festivalu v Cannes. V roce 2006 natočil historický film Kapitán Alatriste, kde ztvárnil titulní roli. Film tolik neprorazil jak by si tvůrci přáli. Sám Viggo z toho byl velmi smutný a netají se tím, že je to jeho nejlepší role za kariéru a úspěch filmu podcenili sami tvůrci. Na říjnovém festivalu v Torontu v roce 2007 představil film Východní přísliby. Jde o thriller, kde si ztvárnil roli mafiána Nikolaie, ve kterém se znovu sešel s režisérem Davidem Cronenbergem. Za tuto roli byl nominován na spoustu cen, mimo jiné na Zlatý glóbus a Oscara.
V roce 2008 ztvárnil ve filmu Good vnitřně rozervaného hrdinu v dobách nacistického Německa. Ve stejném roce se s Edem Harrisem objevil ve westernu Appaloosa. V roce 2009 ztvárnil hlavní roli ve filmu Cesta podle knihy Cormaca McCarthyho. V roce 2011 natočil film Nebezpečná metoda, na kterém opět spolupracoval s Davidem Cronenbergem a Vincentem Casselem. Film pojednával o Sigmundu Freudovi a Carlu Jungovi. V roce 2011 se po dvou letech vrátil k divadlu, když hrál v madridském uvedení hry Ariela Dorfmana, Purgatorio.
V roce 2016 hrál ve filmu Tohle je náš svět a v roce 2018 v dramatu Zelená kniha. Za oba filmy byl nominován na Oscara v kategorii nejlepší herec v hlavní roli. Nejnovějším režijním počinem je western Až na konec světa (The Dead don't Hurt), který uvedl jako režisér i herec v roce 2024 osobně na karlovarském festivalu.

### Tichý Američan
Díky své mezinárodní výchově a cestování mluví plynně anglicky, španělsky a dánsky, má znalosti francouzštiny, italštiny, švédštiny a norštiny. Pracoval také jako překladatel pro švédský hokejový tým během zimní olympiády v roce 1980. Učil se také maorštinu pro filmování Pána prstenů na Novém Zélandu a studoval lakotštinu pro svou roli ve filmu Hidalgo.
Viggovou exmanželkou je losangeleská punková zpěvačka českého původu Exene Cervenka. Spolupracovali na přípravě dvou Viggových výstav: fotografií v New Yorku a obrazů v Los Angeles.
Viggo je fanouškem argentinského fotbalového klubu San Lorenzo.

## Filmografie
| Rok  | Název                             | Role                                   | Poznámky                                                |
| ---- | --------------------------------- | -------------------------------------- | ------------------------------------------------------- |
| 1985 | Svědek                            | Moses Hochleitner                      |                                                         |
| 1985 | Purpurová růže z Káhiry           | neznámá role                           |                                                         |
| 1987 | Miami Vice                        | Eddie                                  | díl: Red Tape                                           |
| 1987 | Salvation!                        | Jerome Stample                         |                                                         |
| 1988 | Věznice                           | Burke / Forsythe Electrocution         |                                                         |
| 1988 | Divocí koně                       | Green                                  |                                                         |
| 1990 | Once in a Blue Moon               |                                        |                                                         |
| 1990 | Nástraha                          | Hans                                   |                                                         |
| 1990 | Kožená tvář III                   | Edward „Tex“ Sawyer                    |                                                         |
| 1990 | Mladé pušky II                    | John W. Poe                            |                                                         |
| 1990 | Zrcadlivá kůže                    | Cameron Dove                           |                                                         |
| 1991 | Vyvrhel                           | Frank Roberts                          |                                                         |
| 1993 | Bod varu                          | Ronnie                                 |                                                         |
| 1993 | Ruby Cairo                        | John E. „Johnny“ Faro                  |                                                         |
| 1993 | Carlitova cesta                   | Lalin                                  |                                                         |
| 1993 | Mladí Američané                   | Carl Frazer                            |                                                         |
| 1994 | Posádka v ohrožení                | Phillip                                |                                                         |
| 1994 | Floundering                       | bezdomovec                             |                                                         |
| 1994 | Evangelium podle Harryho          | Wes                                    |                                                         |
| 1994 | American Yakuza                   | Nick Davis/David Brandt                |                                                         |
| 1995 | Gimlet                            | muž                                    |                                                         |
| 1995 | Krvavý příliv                     | poručík Peter „Weps“ Ince              |                                                         |
| 1995 | The Passion of Darkly Noon        | Clay                                   |                                                         |
| 1995 | Black Velvet Pantsuit             | Junkie                                 |                                                         |
| 1995 | Boží armáda                       | Lucifer                                |                                                         |
| 1996 | Albino Alligator                  | Guy Foucard                            |                                                         |
| 1996 | Denní světlo                      | Roy Nord                               |                                                         |
| 1996 | Portrét dámy                      | Caspar Goodwood                        |                                                         |
| 1997 | Zátaras                           | Jimmy Kowalski                         |                                                         |
| 1997 | G.I. Jane                         | Master Chief John James „Jack“ Urgayle |                                                         |
| 1997 | La Pistola de mi hermano          | Juanito                                |                                                         |
| 1998 | Dokonalá vražda                   | David Shaw                             |                                                         |
| 1998 | Psycho                            | Samuel „Sam“ Loomis                    |                                                         |
| 1999 | Procházka po Měsíci               | Walker Jerome                          |                                                         |
| 2000 | 28 dní                            | Eddie Boone                            |                                                         |
| 2001 | Pán prstenů: Společenstvo Prstenu | Aragorn                                |                                                         |
| 2002 | Pán prstenů: Dvě věže             | Aragorn                                |                                                         |
| 2003 | Pán prstenů: Návrat krále         | Aragorn                                |                                                         |
| 2004 | Ohnivý oceán                      | Frank Hopkins                          |                                                         |
| 2005 | Dějiny násilí                     | Tom Stall / Joey Cusack                |                                                         |
| 2006 | Kapitán Alatriste                 | Diego Alatriste y Tenorio              |                                                         |
| 2007 | Východní přísliby                 | Nikolai Luzhin                         |                                                         |
| 2008 | Appaloosa                         | Everett Hitch                          |                                                         |
| 2008 | Good                              | John Halder                            |                                                         |
| 2009 | Cesta                             | Muž                                    |                                                         |
| 2011 | Nebezpečná metoda                 | Sigmund Freud                          |                                                         |
| 2012 | Na cestě                          | Old Bull Lee                           |                                                         |
| 2012 | Todos tenemos un plan             | Agustín / Pedro                        | také producent                                          |
| 2014 | Smrt v labyrintu                  | Chester MacFarland                     |                                                         |
| 2014 | Jauja                             | Gunnar Dinesen                         | také producent a skladatel                              |
| 2014 | Daleko od lidí                    | Daru                                   | také producent                                          |
| 2016 | Tohle je náš svět                 | Ben                                    |                                                         |
| 2018 | Zelená kniha                      | Tony Lip                               |                                                         |
| 2020 | Ještě máme čas                    | John Petersen                          | také režisér, producent, scenárista a hudební skladatel |
| 2020 | Kosmos: Možné světy               | Nikolaj Vavilov                        | díl: Vaviolov                                           |
| 2022 | Zločiny budoucnosti               | Saul Tenser                            |                                                         |
| 2022 | Třináct životů                    | Richard Stanton                        |                                                         |
| 2023 | Až na konec světa                 | Holger Olsen                           | také režie                                              |